# Троян, Иоганнес
Иога́ннес Тро́ян (нем. Johannes Trojan; 14 августа 1837, Данциг — 21 ноября 1915, Росток) — немецкий писатель, редактор, публицист.

## Биография
Иоганнес Троян родился в семье коммерсанта. Его отец некоторое время занимал руководящие должности в городском совете, а в 1849 году был избран депутатом второй палаты прусского ландтага. Иоганнесу передалось отцовское увлечение поэзией. В 1841 году умерла мать Иоганнеса, и отец вскоре женился во второй раз. Иоганнес Троян учился в данцигской гимназии, где в 1856 году получил аттестат зрелости.
В течение пяти семестров Троян изучал медицину в Гёттингенском университете, затем занимался германистикой в Берлинском и Боннском университетах. С 1859 года проживал в Берлине и в 1862 году был назначен помощником редактора газеты Berliner Montagszeitung. Поклонник Бисмарка, Троян с 1866 года работал редактором в сатирическом еженедельнике Kladderadatsch, в 1886—1909 годах занимал должность главного редактора издания. За оскорбление величества в 1898 году в течение двух месяцев отбывал наказание в крепости Вейксельмюнде, свои воспоминания о пребывании в крепости изложил в сочинении Zwei Monat Festung. После увольнения из Kladderdatsch проживал в Варнемюнде и вёл уединённый образ жизни.
Иоганнес Троян писал рассказы, путевые заметки, а также статьи о флоре Германии. Многие из этих работы были опубликованы в газете National-Zeitung. Троян также писал юмористические рассказы для детей и молодёжи.
Иоганнес Троян похоронен на Новом кладбище в Ростоке.

## Сочинения
- Durch Feld und Wald, durch Haus und Hof, 1863
- Kinderlust, 1873
- Scherzgedichte, 1883
- Goldene Jahre, 1887
- Von drinnen und draußen, 1887
- Von Strand und Heide, 1887
- Struwwelpeter der Jüngere, 1891
- Von Einem zum Andern (Erzählungen), 1893
- Das Wustrower Königsschießen, 1894
- Zwei Monat Festung, 1899
- Hundert Kinderlieder, 1899
- Almanach des Kladderadatsch, 1900
- Berliner Bilder, 1903
- Neue Scherzgedichte, 1908
- Aus Wald und Heide, 1909
- Aus Natur und Haus, 1910
- Aus dem Reich der Flora, 1910
- Erinnerungen, 1912
- Fahrten und Wanderungen, 1913
- Ode an den Sauerstoff, 1979 ISBN 3-87776-425-8
- Berliner Bilder. Hundertdreiunddreißig unbekannte Momentaufnahmen. 2013 ISBN 978-3-928779-32-6